# Ordine della Santissima Trinità

Emblema dell'Ordine dei Trinitari

L'Ordine della Santissima Trinità (in latino Ordo Sanctissimae Trinitatis) è un istituto religioso maschile di diritto pontificio: i frati di questo ordine mendicante, detti popolarmente Trinitari, pospongono al loro nome la sigla O.SS.T.
Precedentemente, era un Ordine mendicante fondato da San Giovanni de Matha nel 1193 e approvato da papa Innocenzo III il 17 dicembre 1198 con la bolla Operante divine dispositionis.

## Le origini

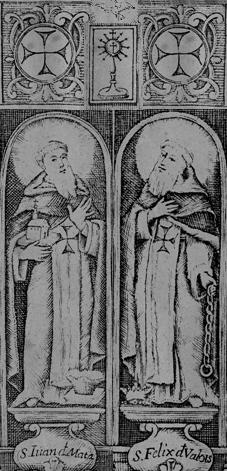
Giovanni de Matha e Felice di Valois

L'ordine venne fondato nel 1193 dal francese Giovanni de Matha (1154-1213), con una propria Regola, e approvato da papa Innocenzo III nel 1198 con la bolla Operante divine dispositionis. Cofondatore dell'ordine è considerato Felice di Valois, compagno di Giovanni di Matha nella zona di Cerfroid, presso Meaux: a Cerfroid, infatti, si stabilì la prima comunità trinitaria che è considerata la "casa madre" dell'Ordine.
Giovanni di Matha intendeva fondare un nuovo e originale progetto di vita religiosa, con aspetti profondamente evangelici, nella Chiesa, unendo il culto alla Trinità all'opera di liberazione dalla schiavitù, in particolare il riscatto dei cristiani caduti prigionieri dei mori. Infatti, il nome dell'ordine per intero è Ordine della Santissima Trinità e redenzione degli schiavi. L'ordine si prodigava per la "redenzione" dei sequestrati poiché sapeva che ad essi veniva proposto di tornare liberi se rinnegavano la propria fede.
A Roma nel 1209, sotto la protezione di papa Innocenzo III, Giovanni si stabilì con i suoi frati nella zona del Celio, fondando un convento ed un ospedale nei pressi della chiesa di San Tommaso in Formis, che era stata loro affidata dal Papa.

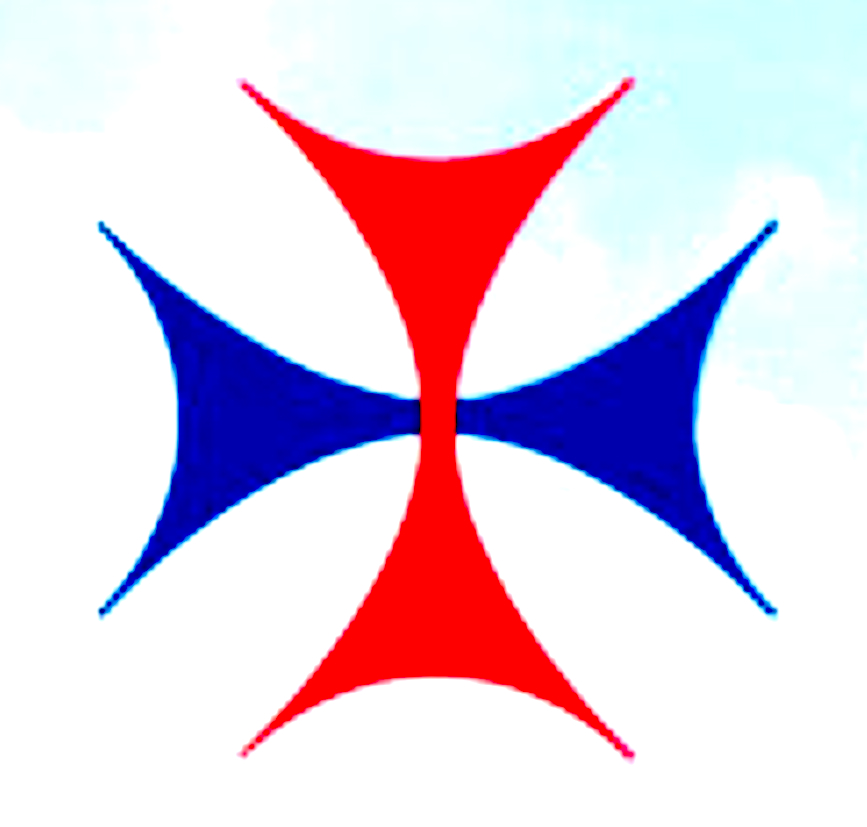
La croce antica, rossa e azzurra dello stemma dell'Ordine. Essa veniva portata sullo scapolare e sul mantello, con abito di lana bianco.

La Regola scritta da Giovanni di Matha è stata, nel corso dei secoli, adattata alle nuove esigenze di vita. In particolare va ricordata l'opera del riformatore Giovanni Battista della Concezione.

## La riforma dell'Ordine

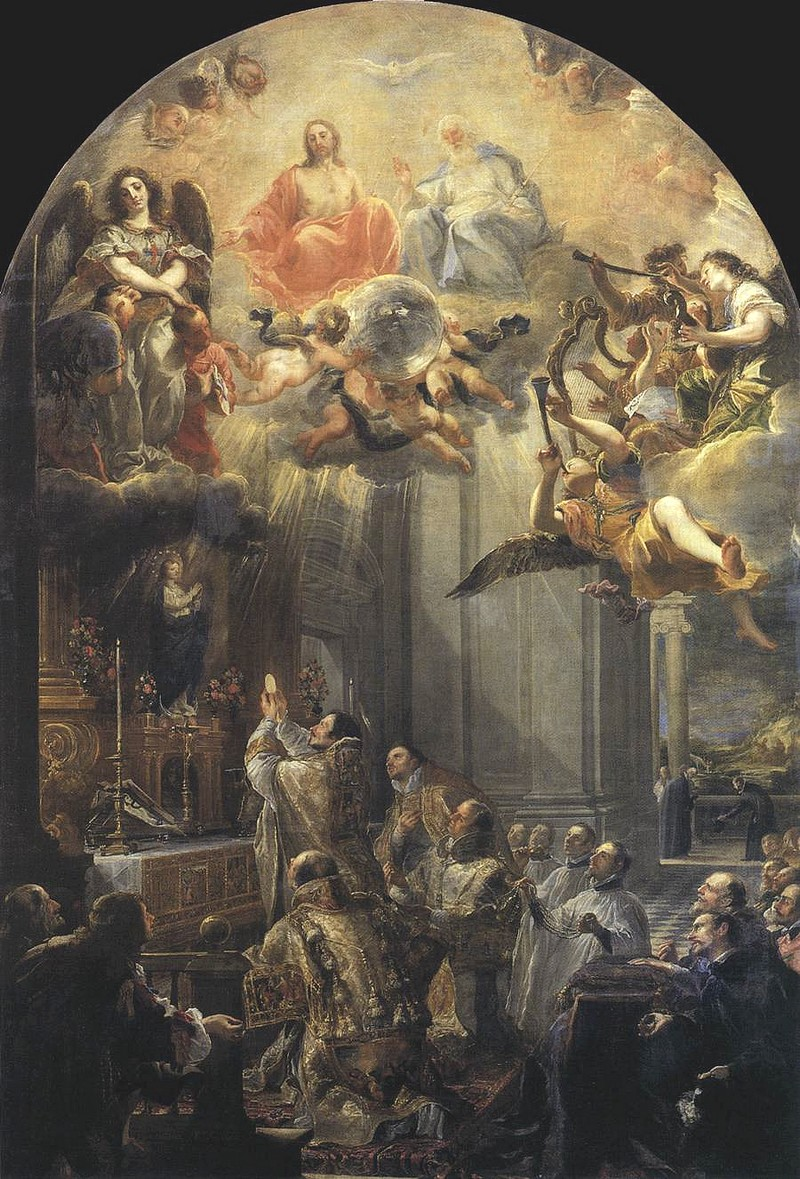
La fondazione dell'Ordine trinitario, olio su tela di Juan Carreño de Miranda (1666), Museo del Louvre.

La riforma dell'Ordine fu attuata da san Giovanni Battista della Concezione (1561-1613) e prese il nome di "trinitari scalzi".
La prima comunità di trinitari scalzi si stabilì a Valdepeñas (Ciudad Real). Con il breve Ad militantes Ecclesiae (1599), papa Clemente VIII approvò la Congregazione dei fratelli riformati e scalzi dell'Ordine della Santissima Trinità, istituita per osservare la Regola di San Giovanni di Matha in tutto il suo rigore.
Giovanni Battista della Concezione fondò ben 18 conventi di religiosi e uno di religiose di clausura e trasmise ai suoi seguaci un forte spirito di preghiera, umiltà e penitenza, dando molta importanza all'impegno a favore dei prigionieri e dei poveri.

## L'Ordine Trinitario dopo il concilio Vaticano II
Dopo il Concilio Vaticano II, l'Ordine Trinitario ha iniziato un forte processo di rinnovamento. Le nuove Costituzioni, approvate nel 1983 e confermate dal Vaticano nel 1984, hanno ridefinito gli elementi essenziali dell'identità trinitaria:
- la Santissima Trinità quale fonte inesauribile della carità che si traduce nel servizio della redenzione e misericordia;
- la vocazione trinitaria come la chiamata ad essere testimoni di Cristo, mostrando che il Dio di Gesù è amore, libertà, comunione, Trinità;
- il servizio di liberazione realizzato in vari modi: ascoltando le nuove forme di schiavitù (prostituzione, alcolismo, tossicodipendenza, ecc.); assistendo i cristiani dubbiosi; svolgendo il compito di evangelizzazione, sia in paesi di missione come nei paesi di tradizione cristiana; partecipando alla liberazione degli indigenti dalla condizione di povertà.

Al 31 dicembre 2005, l'ordine contava 102 conventi e 585 religiosi, 388 dei quali sacerdoti.

### Solidarietà internazionale trinitaria
Solidarietà Internazionale Trinitaria (SIT) è un organismo di solidarietà e senza fini di lucro, appartenente all'Ordine della Santissima Trinità, costituito nel 1999 con sede centrale a Roma e altre sedi in diversi Paesi del mondo.
Gli scopi che si prefigge sono:
- la liberazione dei perseguitati e degli schiavi;
- l'eliminazione delle nuove forme di schiavitù, di oppressione, di violenza;
- e la promozione della solidarietà e della comunione.